# Dolores Hope
Pour les articles homonymes, voir Hope.
Dolores L. DeFina épouse Hope (née le 27 mai 1909 à New York, morte le 19 septembre 2011 à Toluca Lake) est une chanteuse, artiste, philanthrope et épouse et veuve de l'acteur et comédien américain Bob Hope.

## Biographie
Elle naît dans le quartier de Harlem dans une famille d'origine italienne et irlandaise, et grandit dans le Bronx. Après la mort de son père barman, Jack DeFina, en 1925, sa sœur cadette, Mildred (1911-2014), et elle sont élevées dans le Bronx par leur mère, Theresa DeFina (1890-1977), qui travaille comme vendeuse à une mercerie.
Au cours des années 1930, après avoir travaillé comme mannequin, DeFina commence sa carrière de chanteuse professionnelle, adoptant le nom de Dolores Reade sur les conseils de son agent. Le 26 octobre 1933, elle apparaît comme chanteuse sur deux enregistrements de Joe Venuti and His Orchestra Heat Wave et Easter Parade. En 1933, après une apparition au Vogue Club, une boîte de nuit de Manhattan, Reade est présentée à Bob Hope. Le couple se marie le 19 février 1934 à Érié, en Pennsylvanie. Ils adoptent quatre enfants de The Cradle à Evanston (Illinois) : Eleanora, Linda, William (Kelly) et Anthony (décédé en 2004).
Dans les années 1940, Dolores commence à assister son mari lors de ses tournées pour divertir les troupes américaines à l'étranger, et elle le fera pendant plus de 50 ans. En 1990, elle est la seule artiste féminine autorisée à se produire en Arabie saoudite.
À 83 ans, elle enregistre son premier disque compact, Dolores Hope: Now and Then puis trois albums supplémentaires et un CD de Noël avec Bob intitulé  Hopes for the Holidays.
Hope est membre honoraire du conseil d'administration de l'organisation humanitaire Wings of Hope. Le 29 mai 2003, Dolores est aux côtés de son mari alors qu'il célèbre son 100e anniversaire, il meurt deux mois plus tard, le 27 juillet 2003. Ils étaient mariés depuis 69 ans, ce qui était à l'époque le plus long mariage hollywoodien.
Le 21 octobre 2008, à 99 ans, elle est transportée d'urgence à l'hôpital St. Joseph de Burbank (Californie), après avoir subi un accident vasculaire cérébral présumé, elle passe moins de quatre heures à l'hôpital, où elle a subi des tests de routine.
En 2009, Dolores Hope devient centenaire ; son anniversaire est fêté sur le plateau de Today, avec son fils aîné.
Elle est décédée de causes naturelles à son domicile de Toluca Lake, en Californie, le 19 septembre 2011. Elle était en relativement bonne santé jusqu'à quelques mois avant sa mort.

## Distinctions
- Dame de l'Ordre de Saint-Grégoire-le-Grand
- Hollywood Walk of Fame pour sa carrière au théâtre

## Source de la traduction
- (en) Cet article est partiellement ou en totalité issu de l’article de Wikipédia en anglais intitulé « Dolores Hope » (voir la liste des auteurs).